# D’Onofrio

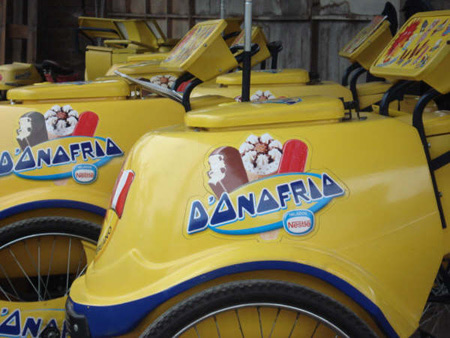
Тележка мороженого D'Onofrio

D'Onofrio — перуанский бренд мороженого, основанный в 1897 году.

## История

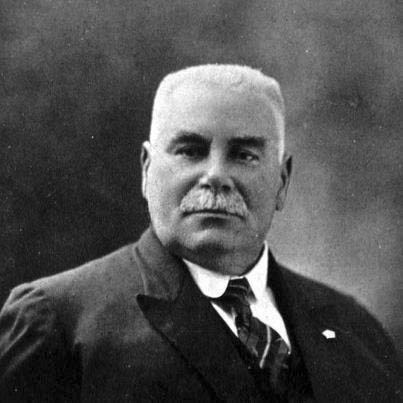
Пьетро Д'Онофрио, основатель

Итальянский иммигрант Пьетро («Педро») Д'Онофрио (1859—1937) прибыл в Аргентину в 21 год. В этой стране он научился делать мороженое у друга своей семьи, Раффаэле Чимарелли. После краткого возвращения на родину Д'Онофрио вернулся в Аргентину. Чимарелли предложил ему переехать в Перу, чтобы воспользоваться благоприятной погодой в Лиме, считая это хорошей возможностью для начала своего бизнеса.
Следуя совету, Д'Онофрио и его жена переехали в Лиму, где они начали свой бизнес, сначала имея только жёлтую тележку с мороженым. В 1908 году Д'Онофрио приобрел завод по производству искусственного льда.
Вскоре Д'Онофрио расширил свой бизнес до шоколада, производимого по технологии из Европы. Другие продукты включали печенье и конфеты. Д'Онофрио умер в 1937 году, ему наследовал его сын Антонио, который взял на себя управление компанией и представил новые продукты, чтобы удовлетворить растущий спрос. В 1997 году бренд D'Onofrio был приобретён перуанской дочерней компанией Nestlé.

## Бренды мороженого

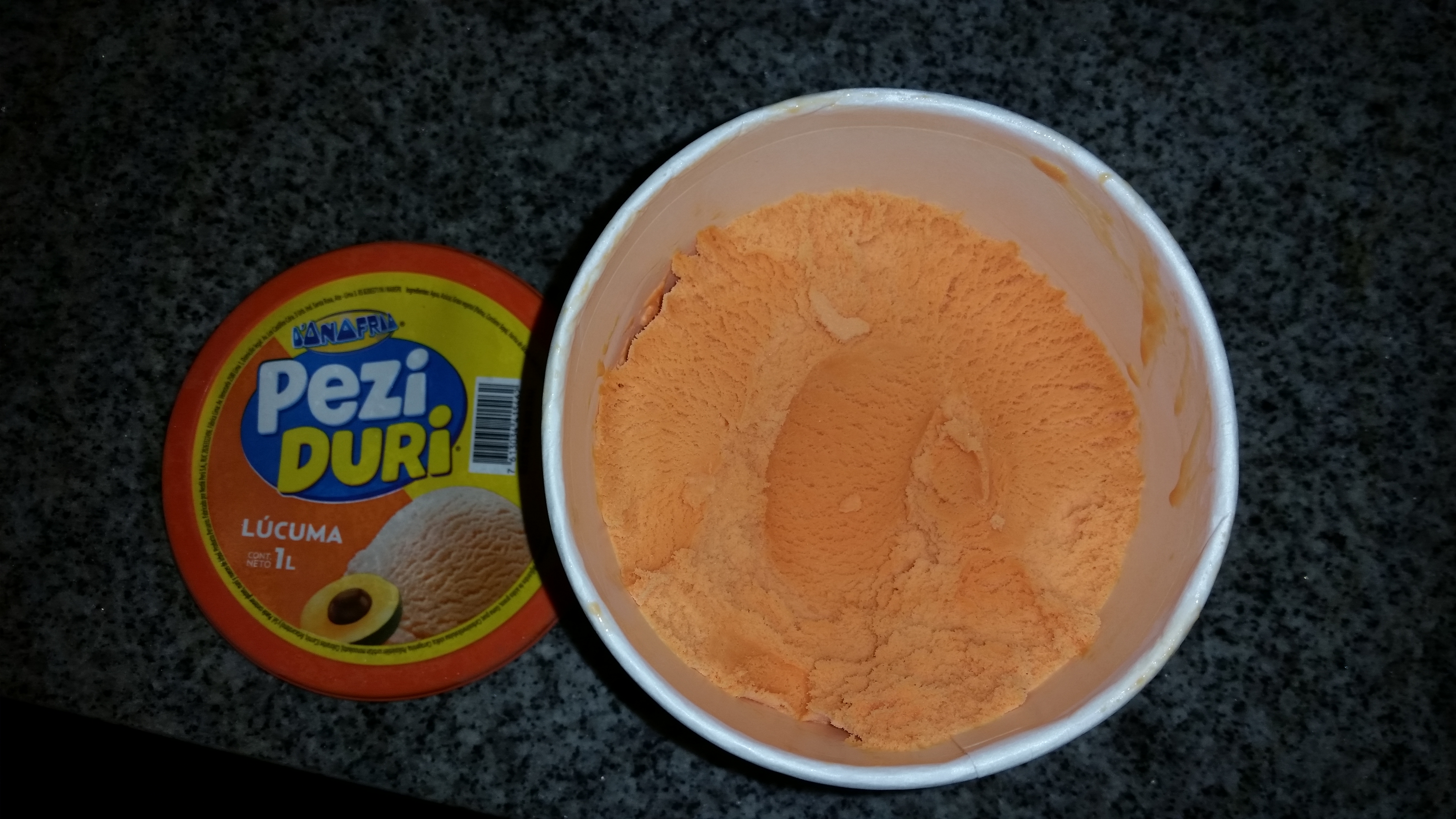
Мороженое D'Onofrio Lucuma в ведёрке

Под брендом D'Onofrio представлен большой выбор мороженого с разными вкусами. Около 20 видов мороженого продаются в магазинах и тележках с мороженым D'Onofrio. Среди продукции:
- Alaska
- Copa
- Bombones
- Buen Humor
- Copa K-bana
- Eskimo
- Frio Rico[9]
- Huracán
- Jet
- Morochas
- Princesa
- Dono Sándwich
- Sandwich-ito
- Sin Parar
- Sublime
- Bebe
- Pezi Duri

## Пляжная доставка

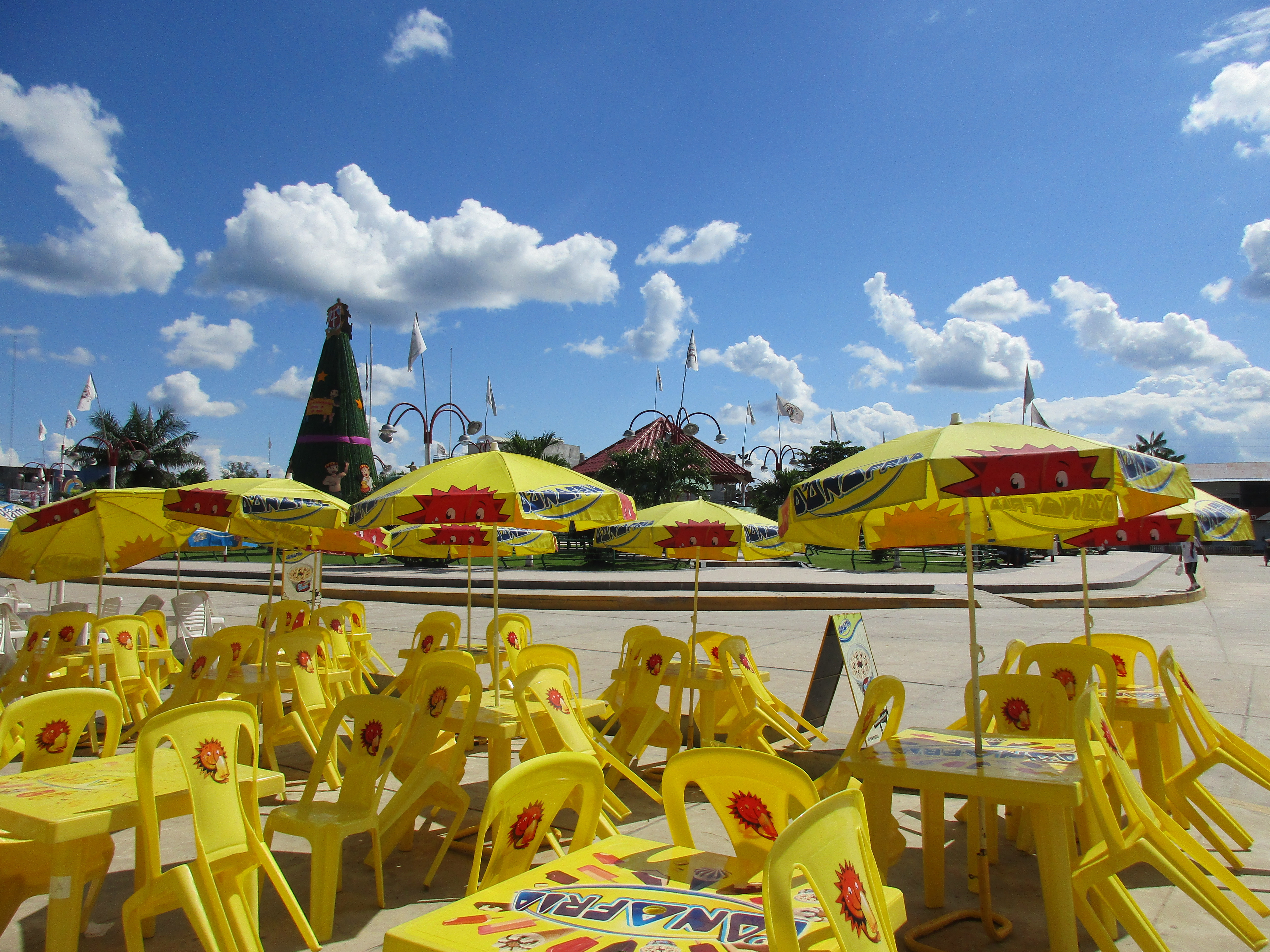
Уличное кафе D'Onofrio на площади Хосе Абелардо Киньонес в перуанском городе Икитос

Бренд D'Onofrio предоставляет услуги по доставке, нанимая людей вдоль побережья. Они ходят с термосумками, мороженое можно купить прямо у них на пляже.